# Alexandru Solovei
Alexandru Solovei es un deportista moldavo que compite en lucha grecorromana. Ganó una medalla de bronce en el Campeonato Europeo de Lucha de 2025, en la categoría de 77 kg.

## Palmarés internacional
| Campeonato Europeo | Campeonato Europeo      | Campeonato Europeo | Campeonato Europeo |
| Año                | Lugar                   | Medalla            | Categoría          |
| ------------------ | ----------------------- | ------------------ | ------------------ |
| 2025               | Bratislava (Eslovaquia) | Medalla de bronce  | 77 kg              |